# آل اسنو
آل اسنو (انگلیسی: Al Snow؛ زادهٔ ۱۸ ژوئیهٔ ۱۹۶۳) کشتی‌گیر کشتی حرفه‌ای، و بازیگر اهل ایالات متحده آمریکا است.